# Rock and Roll en la plaza del pueblo
Rock and Roll en la plaza del pueblo es una canción de la banda española Tequila.

## Descripción
Tema de apertura del primer LP del grupo Matrícula de Honor, publicado en 1978. Si bien en los créditos de la canción figuran como autores los cinco miembros de la banda, la letra habría sido escrita por Ariel Rot.
La canción, calificada de himno generacional, revela la incidencia que tuvo la aparición del Rock and roll en castellano, en particular en España, un mundo en el que hasta el momento dicho género era casi inédito: Jóvenes que esperan con ilusión un concierto rockero en el ámbito rural. Todo ello en un ambiente festivo y sin inhibiciones (se hace incluso alusión al uso de estupefacientes) y acompañados de una melodía pegadiza. En palabras de Miguel Ríos, en el documental Tequila: drogas, sexo y Rock&Roll (2022), la letra refleja la esencia de lo que era la propia España en aquella fecha.  Se ha llegado a afirmar que la canción forma parte de la banda sonora de un tiempo y un país.

## Versiones
La canción ha sido versionada por Miguel Ríos en su álbum Rock & Ríos y por Joaquín Sabina en el álbum-homenaje Mucho Tequila (1997).
También se incluye en el recopilatorio del quinto LP de La Década Prodigiosa Los años 80/2 (1989) y fue interpretada por Paz Padilla para el programa de TVE Telepasión (1999) y por José Corbacho en el Talent show de Antena 3 Tu cara me suena (2018).